# Olof Åberg
Olof Isaksson Åberg, Ol-Isak eller Troll-Åberg, född 15 juni 1814 och död 21 november 1898, var en torpare och klok gubbe i Viksjö socken, Ångermanland.
Olof Åberg var född i Västanå, Viksjö, där fadern, "Döv-Isak" kallad, var smed på Västanå järnbruk. Enligt folktron var Döv-Isak trollkarl och hade lärt sonen Olof att trolla genom att tre torsdagskvällar i rad besöka Viksjö kyrka, där de lärde sig trollkonster av avlidna andar.
Efter att ha flyttat runt en tid bosatte sig slutligen Åberg i Gåltjärn, där han blev känd som trollgubben på Viksjöfjället. Trots sitt goda rykte i gemen uppskattades inte hans insatser av myndigheterna, och han blev 1883 inför Säbrå häradsrätt tilltalad efter att en av hans patienter, en bondhustru från Äland, avlidit i lungsot.
Bland sina förmågor sades att Åberg kunde läsa bort sjukdomar, lösa modstulna åkrar och på magisk väg hitta igen borttappade eller stulna föremål. Detta skedde oftast medelst "läsning" av trollformler över brännvin eller salt, som sedan applicerades på olika vis. Enligt folktron sades Åberg även ha en mumie inlåst i ett skåp bakom spisen, som nyttjades av honom som en rådgivande hjälpreda.
Författaren J.R. Sundström skildrade i sina verk ett fiktivt möte mellan Åberg och den fiktionaliserade karaktären Janne Vängman.